# (400138) 2006 UX189
(400138) 2006 UX189 es un asteroide perteneciente al cinturón de asteroides, descubierto el 19 de octubre de 2006 por el equipo del Catalina Sky Survey desde el Catalina Sky Survey, Arizona, Estados Unidos.

## Designación y nombre
Designado provisionalmente como 2006 UX189.

## Características orbitales
2006 UX189 está situado a una distancia media del Sol de 2,651 ua, pudiendo alejarse hasta 3,127 ua y acercarse hasta 2,176 ua. Su excentricidad es 0,179 y la inclinación orbital 6,945 grados. Emplea 1577,40 días en completar una órbita alrededor del Sol.

## Características físicas
La magnitud absoluta de 2006 UX189 es 17,1.